# Température maximale de stockage en sécurité
La température maximale de stockage en sécurité (MSST, Maximum safe storage temperature en anglais) est la température la plus élevée pour stocker une substance réactive (telle un peroxyde organique) ; au-dessus de cette température, une lente décomposition ou une explosion peut se produire.
L'ajout d'un flegmatisant à la substance la rend moins sensible à la détonation et donc plus stable et plus sûre à transporter, stocker et manipuler.